# Canadian-American Hockey League
Die Canadian-American Hockey League (CAHL) war eine nordamerikanische Eishockey-Profiliga, die von 1926 bis 1936 existierte. Nach Abschluss der Spielzeit 1935/36 schloss sich die Liga mit der International Hockey League zur International-American Hockey League zusammen. Diese wiederum wurde im Jahr 1940 die American Hockey League. 

## Mannschaften
| - Boston Cubs (1931–1936) - Boston Tigers (1926–1931; wurden Boston Cubs) - Bronx Tigers (1931–1932) - New Haven Eagles (1926–1936; traten IAHL bei) - Newark Bulldogs (1928–1929) - Philadelphia Arrows (1927–1935; wurden Philadelphia Ramblers) | - Philadelphia Ramblers (1935–1936; traten IAHL bei) - Castors de Québec (1926–1928; wurden Newark Bulldogs; 1932–1935; wurden Springfield Indians) - Providence Reds (1926–1936; traten IAHL bei) - Springfield Indians (1926–1933; 1935–1936; traten IAHL bei) |

## Meister
| Saison  | Reg. Saison           | Playoffs              |
| ------- | --------------------- | --------------------- |
| 1926/27 | New Haven Eagles      | Springfield Indians   |
| 1927/28 | Springfield Indians   | Springfield Indians   |
| 1928/29 | Boston Tigers         | Boston Tigers         |
| 1929/30 | Providence Reds       | Providence Reds       |
| 1930/31 | Springfield Indians   | Springfield Indians   |
| 1931/32 | Providence Reds       | Providence Reds       |
| 1932/33 | Philadelphia Arrows   | Boston Cubs           |
| 1933/34 | Providence Reds       | Providence Reds       |
| 1934/35 | Boston Cubs           | Boston Cubs           |
| 1935/36 | Philadelphia Ramblers | Philadelphia Ramblers |